# Burg Paulsdorf
Die Burg Paulsdorf ist eine abgegangene Höhenburg in dem Ortsteil Paulsdorf der Oberpfälzer Gemeinde Freudenberg im Landkreis Amberg-Sulzbach von Bayern. Die Burg wird auf dem Frottenberg, etwa 500 m nordwestlich von Paulsdorf, lokalisiert.
Die Burg war der Stammsitz der Paulsdorfer, ein bedeutsames Oberpfälzer Adelsgeschlecht, das von 1190 bis 1623, dem Todesjahr des letzten Paulsdorfers, genannt wird und das zeitweise als Inhaber vieler Güter (z. B. Burg Wernberg, Schloss Naabeck, Schloss Haselbach, Schloss Hauzendorf) genannt und mit vielen Funktionen (z. B. Pfleger von Burgtreswitz oder Schwandorf, neun Äbtissinnen, mehrere Domherrn, Bannerträger in der Schlacht bei Hiltersried) betraut war. 1190 wird ein Rupert von Bogilsdorf erstmals in einer Urkunde erwähnt.
1263 sind die Stammbesitzungen in Paulsdorf als Mitgift einer Paulsdorferin an das Kloster Ensdorf gekommen und Paulsdorf wird auch  noch 1770 als Ensdorferische Grundherrschaft bezeichnet. Heinrich von Paulsdorf verkauft 1332 noch einige Güter zu Paulsdorf und Hiltersdorf an Kaiser Ludwig der Bayer, von ihm kamen diese dann zum kurpfälzischen Kurpräzipium.